# Mugnano (Perugia)
Mugnano (Mugnèno in dialetto perugino) è una frazione del comune di Perugia (PG).
La località, popolata da 1 144 abitanti, si trova nella valle (234 m s.l.m.) nel bacino del torrente Cestola, 5 km a sud del lago Trasimeno, da cui è separata da colline (il monte Marzolana raggiunge un'altezza di 586 m).
Mugnano è a circa 20 km ad ovest del capoluogo.

## Storia

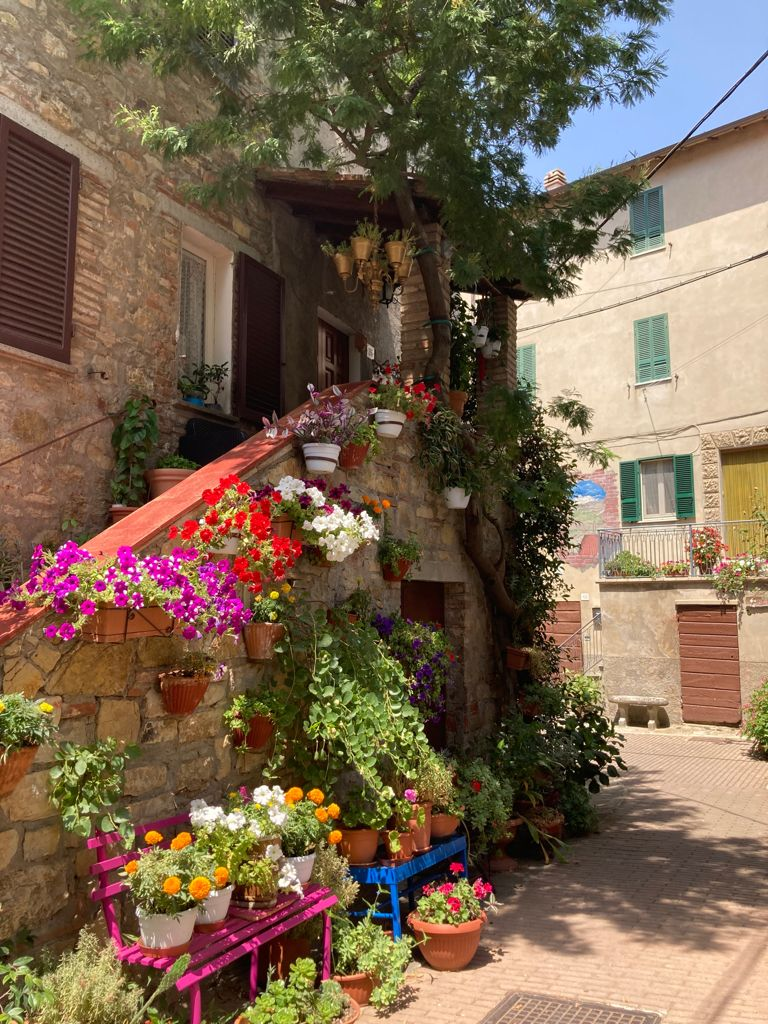
Vicolo Antico

Il ritiro dell'antico lago Tiberino scoprì la valle dove si trova il paese.
I ritrovamenti più antichi fatti nel territorio sono alcune sepolture risalenti all’epoca romana (circa II secolo a.C.) rinvenute nei dintorni di Mugnano. A questo periodo risale anche l’origine del nome del paese, infatti deriva dalla famiglia romana dei Munius che, con la distribuzione delle terre ai legionari in epoca Augustea, era diventata possidente di un latifondo in questo territorio; da Munius il nome si trasformò in Fundus muniani (latifondo dei Muni), Muniani, quindi Mugnano.
Con la caduta dell’Impero Romano d’Occidente questo luogo venne probabilmente abbandonato, in quanto non sono state ritrovate tracce risalenti all’Alto Medioevo.
Tornarono a popolare questi luoghi intorno all'anno mille (documento di donazione del 1008 da parte del Conte Offredo in favore di Placido, priore dell'abbazia di Mugnano di beni e privilegi) dei monaci benedettini che costituirono a Mugnano un'abbazia molto importante e potente. Questa rimase fino al XIV secolo un centro di riferimento per le località situate intorno.
Il monastero decadde verso la metà del XIV secolo, quando il numero dei monaci cominciò a venir meno. Così venne soppresso e dato in commenda ai cavalieri dell'ordine di San Giovanni di Gerusalemme, (oggi Sovrano Militare ordine di Malta s.m.o.m.) già possessori di tanti terreni limitrofi. La chiesa abbaziale diventò parrocchiale e il monastero fu adattato a residenza per i cavalieri.

## La Chiesa
La Chiesa parrocchiale è dedicata a San Benedetto. Risale al 1435 la traslazione delle reliquie del corpo di S. Antimo, dalla Chiesa dei Santi Teresa e Sebastiano di Perugia alla Chiesa parrocchiale di San Benedetto, per solennizzarne la consacrazione. L'edificio a pianta quadrata dalla superficie di 190 m2 ebbe il suo più importante restauro nel 1584 quando fu dotato di due altari e una cappella. Di quel periodo risale anche la statua lignea di S. Caterina protettrice dei cocciai, la cui presenza era molto radicata nel territorio.

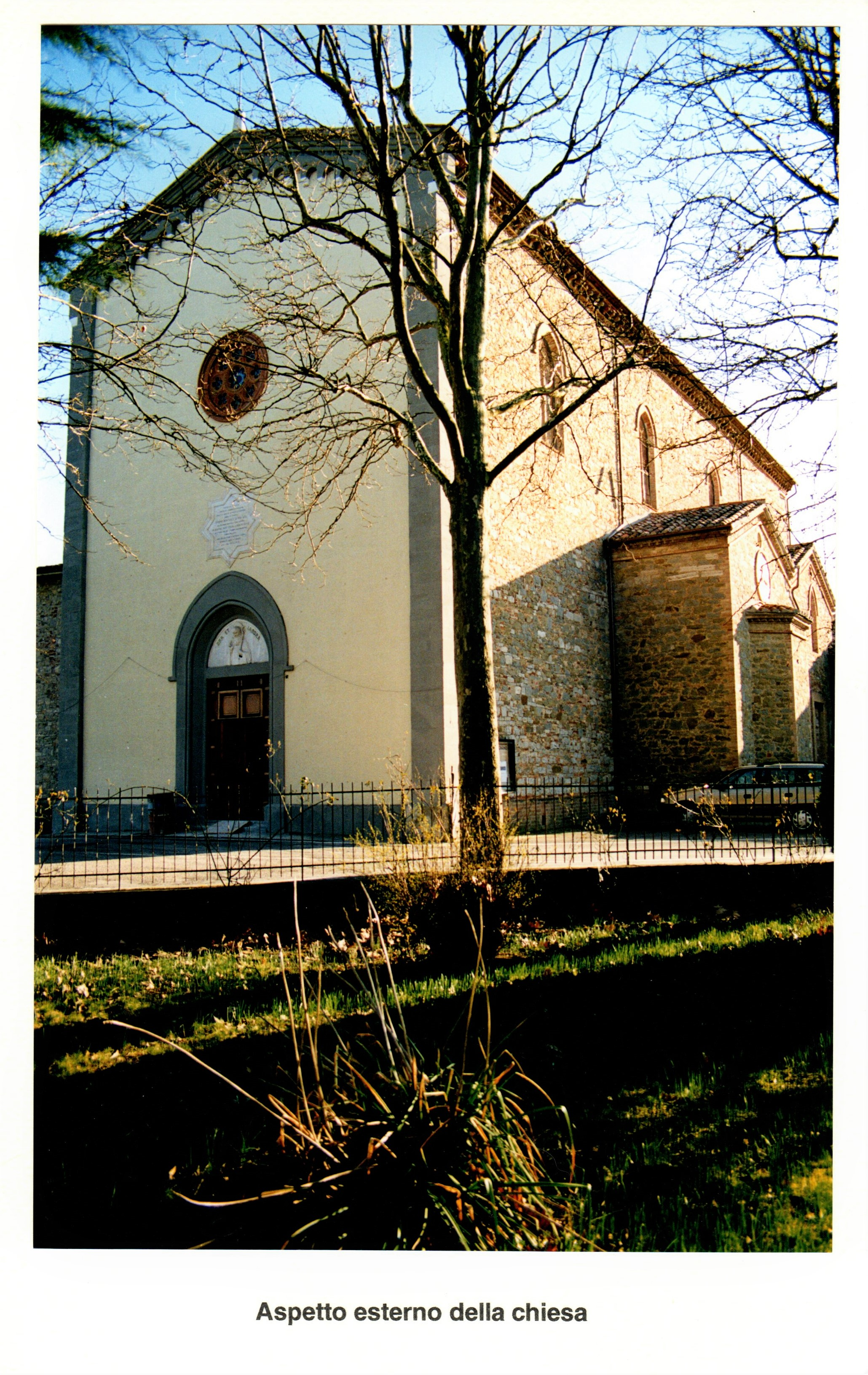
Chiesa di San Benedetto

Con l’aumento della popolazione, la Chiesa di quel tempo si rivelò troppo piccola per poter ospitare tutti i fedeli. Perciò il 24 giugno 1891 iniziarono i lavori di ampliamento: venne recuperato, almeno in parte, l'impianto di quella precedente. L'orientamento venne cambiato, pertanto oggi l'ingresso è situato ad est mentre l'abside è collocata ad ovest. Il progetto è di Nazareno Biscarini e appartiene al ciclo delle numerose Chiese Leonine costruite nel perugino nella seconda metà del XIX secolo, richiamando, per alcuni elementi, lo stile Neogotico (altezza edificio, forma delle finestre, etc). L'opera fu completata nel 1895, portando la struttura alle dimensioni attuali.
Nell'anno 1928, grazie alla generosità della signora Angela Carloforti Maremmani, è stata costruita una cappella aggiuntiva, dedicata al SS. Crocifisso.
Nel 1954 il vecchio pavimento è stato sostituito con mattonelle di graniglia bianco-rosa. Dello stesso periodo sono i due altari marmorei alle estremità opposte del transetto. Si provvide inoltre all'abbattimento della cantoria situata nell'abside, e allo spostamento a piano terra dell'organo a canne Morettini, risalente al 1895. Nello spazio venutosi a creare dall’organo, venne sistemato un grande quadro, considerato il gonfalone, risalente alla metà del XVIII secolo, di autore ignoto. Nella parte superiore di questo quadro è raffigurata la Maestà di Maria Vergine con il Bambino sulle ginocchia, nella parte intermedia troviamo S. Antimo sulla destra, che veste una dalmatica rossa, mentre sulla sinistra si trova S. Benedetto, che veste il classico saio nero, mostrando le insegne della dignità episcopale: in mano sorregge il pastorale, accanto ha la mitria e con la mano indica in basso dove è raffigurato il paese, implorandone la protezione.
Nel 2000 ha subito imponenti lavori di ammodernamento degli impianti e un restauro che ha riportato alla luce l'aspetto originario delle volte stellate.
Nel paese era presente un'altra Chiesa situata fuori le mura del castello, la Chiesa di San Sebastiano. Troviamo la prima testimonianza della sua esistenza nel 1571. Successivamente venne sconsacrata nel periodo tra le due guerre, divenendo oratorio. Nel 1969 fu acquistata dalla provincia di Perugia, e nello stesso anno fu abbattuta per permettere l'allargamento della sede stradale.

## Il Castello
L'antico castello di Mugnano, detto dai mugnanesi il borgo, nacque all'ombra e sotto la protezione dell'abbazia. Forse fu fatto costruire proprio dai monaci per ospitare la gente che lavorava nella terra bonificata. Le prime notizie del castello si hanno tra il 1276 e il 1305 e affermano l'esistenza di un primo agglomerato di abitazioni di circa 32 fuochi (nuclei familiari), corrispondenti all’incirca a 160 abitanti. Dal 1380 il borgo venne riconosciuto come castrum.

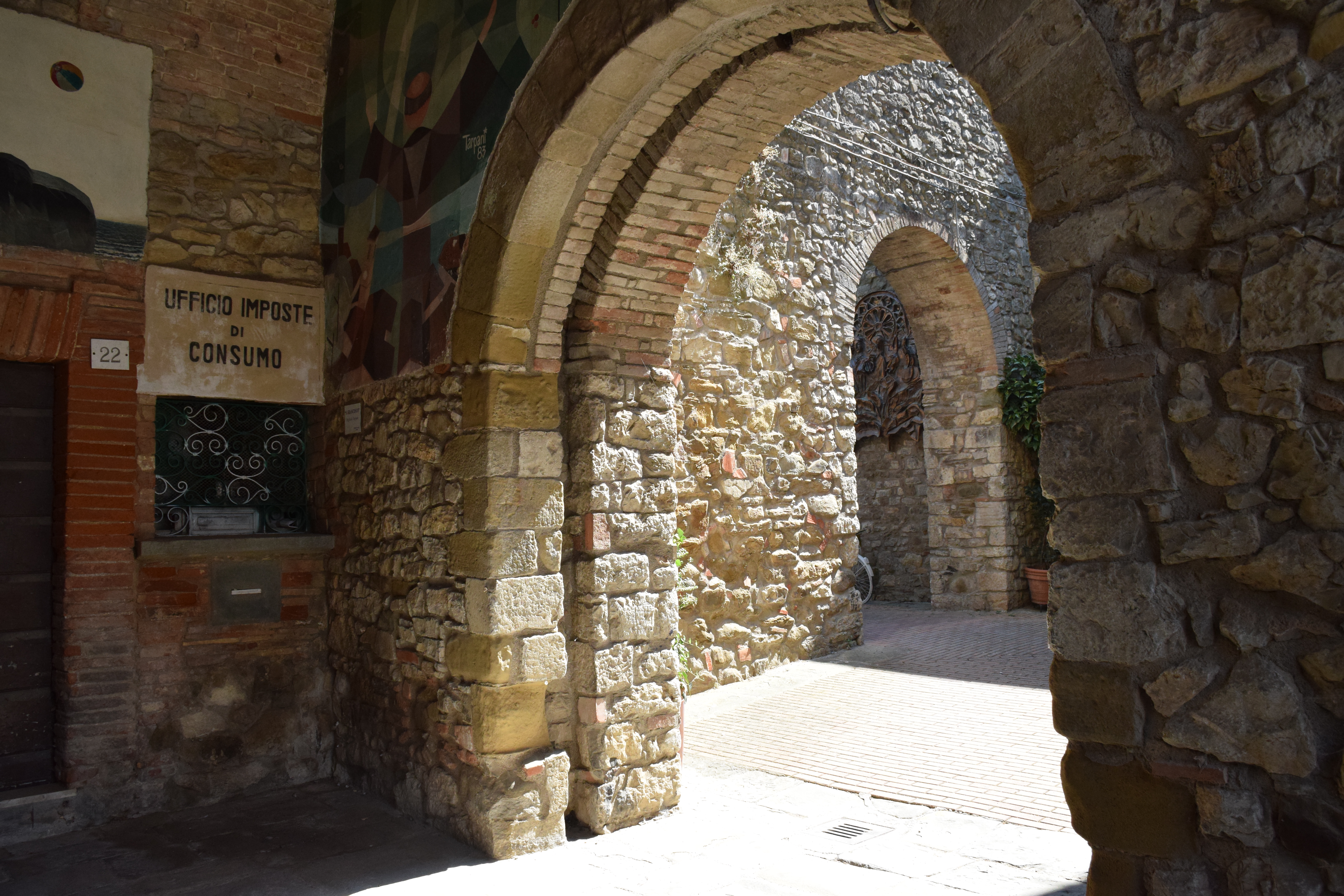
Arco della Fratente di Mugnano

Il castello aveva mura perimetrali, un fossato, numerose torri e all'interno possedeva i suoi luoghi di culto. Fra questi, l'oratorio della Confraternita del S.S. Sacramento, che ha dato il nome al primo e più antico ingresso del castello, ancora oggi conosciuto come la Fratente. Il castello, anche dopo la scomparsa del monastero, assolse sempre la sua funzione di protezione dei beni e delle persone. Successivamente, nel corso dei secoli XV e XVI, subì molte modifiche alle fortificazioni. Guardando le murature, infatti, si possono intuire le ricostruzioni che l'impianto ha avuto nel corso degli anni. Esemplare fu la mutilazione del 1403, quando furono tagliate le torri, il campanile e smantellate le mura.
A metà del XV secolo le torri vennero ricostruite e poi nel 1700 il mastio assunse la funzione di torre campanaria. Oltre al campanile, oggi si contano solo le quattro torri perimetrali che portano nelle loro strutture i segni del tempo: sono diverse nel numero di lati, nelle coperture e nelle tamponature murarie. Il castello continuò la sua espansione verso nord fino a concludersi nel 1700 col palazzo del Sodalizio di S. Martino, l'edificio principale dell'attuale piazza del castello.
Già dall'epoca napoleonica, la cura delle fortificazioni venne abbandonata e il castello assunse la forma di paese fino alla Seconda Guerra Mondiale. 
Negli anni '30 il borgo riprese vita assumendo l’aspetto di paese vero e proprio, con tanto di negozi, botteghe e artigiani. I mestieri più diffusi erano il bullettaio, il fornaio, il fabbro, il calzolaio ma soprattutto il cocciaio; Mugnano vanta questa antica tradizione della lavorazione della terracotta, che si è mantenuta fino a tempi piuttosto recenti.
In seguito, i mugnanesi cominciarono a trasferirsi al di fuori delle mura, e il borgo cadde in degrado fino agli anni ‘80.

## Il Sodalizio di San Martino
Nel 1574 il vescovo Francesco Bossio, il governatore della città di Perugia Valente Monti ed alcuni nobili perugini, fondarono la “Compagnia di S. Martino per poveri et vergognosi”, raccogliendo l'invito di padre Damiano Biffi da Firenze, il quale durante la sua predica dal pulpito della cattedrale, aveva esortato il popolo perugino a prendersi cura dei poveri e degli infermi, molto numerosi in quel periodo. Il Sodalizio era costituito da una fratellanza di 400 cittadini: 80 per ognuno dei cinque rioni della città di Perugia. Successivamente ricevette in eredità alcuni terreni e stabili urbani che crebbero con l'acquisizione dell'eredità di Isabella Alfani.

Il 13 giugno 1936, su proposta della Presidenza del Consiglio dei ministri e con D.R. (Decreto Regio), fu riconosciuto al Sodalizio il proprio stemma secolare. Il castello apparteneva al rione di porta Santa Susanna nel contado della città di Perugia.

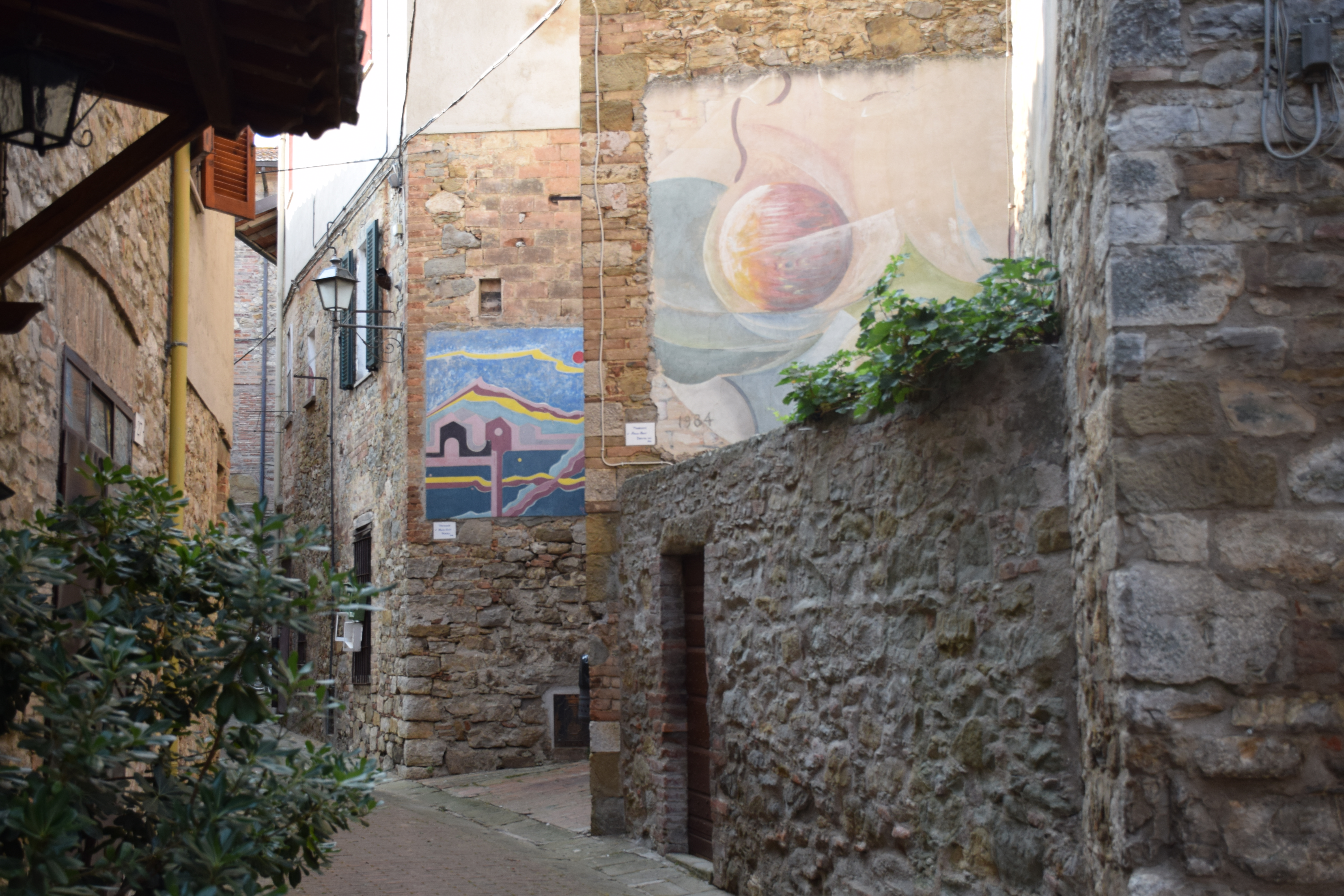
Via Interna, vicolo interno al borgo di Mugnano con alcuni muri dipinti

## I muri dipinti
I muri dipinti sono stati il frutto di un’idea avuta per risollevare il borgo dal degrado in cui versava negli anni ’80. Il merito fu di un pittore di Mugnano, Benito Biselli, che aveva contatti con l'Accademia di Belle Arti di Perugia. Nel 1983 alcuni pittori vennero chiamati per realizzare i primi otto dipinti all’interno delle mura di Mugnano.
L'obbiettivo era quello di riportare nel Borgo la vitalità persa in seguito alla Seconda Guerra Mondiale. Questi dipinti sono realizzati con la tecnica della pittura acrilica su intonaco secco, quindi non si tratta di affreschi, come invece potrebbe sembrare. Per questo motivo sono molto suscettibili alle intemperie.
L'iniziativa era nata durante una delle prime edizioni della festa paesana “In...contriamoci a Mugnano”, dove gli artisti si esibivano realizzando le loro opere in presenza di paesani e visitatori. Oggi di questi dipinti se ne contano una cinquantina, pertanto questo piccolo paese ha acquisito la fama di “paese dei muri dipinti”. Dal 2008 tutte le opere sono state arricchite di un impianto di pubblica illuminazione adeguata, quindi sono fruibili anche di notte.

## Associazioni

### La Pro-Loco
La Pro-Loco di Mugnano venne costituita nel 1972, con l'intento di aggregare i cittadini cercando di dare risposte anche a problemi e necessità che nel paese si stavano manifestando. Gli scopi statutari delle Pro-Loco nel territorio sono la tutela del territorio, la promozione turistica e la socializzazione degli abitanti. Durante i primi anni, questa associazione organizzò delle mostre estemporanee di pittura, aprendo un ciclo chiusosi con la grande Mostra-concorso Nazionale del 1974, che riscosse un buon successo, sia di pubblico che di critica.
Nel 1978 venne pubblicato il libro “Mugnano dalle orini ai giorni nostri” di E. Marcaccioli e M. Valentini, emerso dal lavoro di ricerca storica della storia del paese, continuando, così, il progetto di sensibilizzazione culturale sostenuto dalla Pro-Loco. Nel 1981 l’associazione si ampliò, accogliendo nella sua struttura il “Gruppo Teatrale la Fratente”.
In tutti questi anni ha visto alternarsi nel ruolo di attori, diversi paesani e non, sempre guidati da registi qualificati. Le rappresentazioni sono state messe in scena principalmente in diverse località dell'Umbria, ma non solo, offrendo spettacoli di qualità e ricevendo un forte apprezzamento.
La Pro-Loco ha continuato a impegnarsi, organizzando annualmente la festa paesana “In…contriamoci a Mugnano”, riscuotendo di anno in anno un grande apprezzamento da parte di paesani e turisti.

### La Società Filarmonica
La società filarmonica “Caduti per la Patria di Mugnano" nasce nel 1924, promossa da un gruppo di ex combattenti e sotto il patrocinio della Società Operaia. Si ricorda che per i primi anni il gruppo di animatori era formato da artigiani che si esibivano saltuariamente per qualche festa, a volte per rallegrare i bambini presso la scuola materna.
Dal 1947-48 fino al 1952-53, la banda fu diretta dal maestro Mariano Bartolucci, insigne ed apprezzato compositore, che per onorare il paese e la banda, compose la marcia “Mugnano”, da allora inno ufficiale del paese.
Dal 1955 entrò in una crisi che si protrasse fino al 1969, quando riprese l'attività sotto la direzione del mugnanese Franco Arcioni. Da allora non ha conosciuto interruzioni.
Nel 1973 venne organizzata la rassegna-concorso delle bande musicali umbre, il quale rimane il più grande avvenimento della storia della banda. Alla prima edizione ne seguirono altre quattro 74-75-77-80. Nel corso degli anni 2000 la banda ha eseguito una intensa attività concertistica anche in molte parti d'Italia. Due udienze dal Papa (2002;2005) e scambi culturali con filarmoniche di altre regioni.
Nel 2004 la filarmonica è stata nominata Banda Nazionale Garibaldina da Giuseppe Garibaldi, pronipote dell'eroe.
Attualmente è diretta dal maestro Giuseppe Cecchetti e svolge attività concertistica.

### A.S.D. Mugnano Calcio
Nel 1936 fu realizzato il campo sportivo con il lavoro volontario e con la concessione del terreno fatta dai proprietari; all'occorrenza serviva come campo per le fiere del bestiame che si tenevano nel paese. Essendo ubicato nei pressi della chiesetta di S. Sebastiano, prendeva nome dalla chiesa stessa: campo sportivo di S. Sebastiano.
Inizialmente venivano organizzati incontri amichevoli. Nel 1944 la squadra di Mugnano partecipò alla “Coppa Umbra” dove erano impegnate società di grossi centri urbani. Inizialmente si scelse il nome di “Turrita”. Si può dire che dagli anni '50 la squadra di calcio ha partecipato, con qualche interruzione, ad attività agonistica regionale a diversi livelli. Per molti anni è stata guidata da Gino Mosconi, in veste di giocatore e di allenatore.
Nel 1981 fa la sua apparizione anche il giovane Fabrizio Ravanelli, per un breve transito verso le giovanili del Perugia e da qui, in serie A, nazionale, militando anche campionati inglesi e francesi.
Nel 1985 l'area del campo sportivo venne ampliata, adeguata con nuove gradinate ed omologata per poter partecipare al campionato di "Promozione Umbra" dopo le esaltanti vittorie che portarono per la prima volta la squadra nella maggiore categoria regionale. 
Nel 1992 nasce la Trasimeno '92 un sodalizio con i paesi vicini, che riesce a coinvolgere più di cento ragazzi nel settore giovanile, e darà continuità al calcio mugnanese per più di venti anni, ottenendo buoni risultati.
Nel 1999 su proposta del consiglio della XI° Circoscrizione, il Comune di Perugia delibera ed intitola la stadio a Gino Mosconi, che tanto aveva dato per il calcio mugnanese e non solo. 
Ultimamente la A.S.D. Mugnano Calcio ha ripreso l'attività riportando la squadra in "Promozione", mantenendo la categoria fino al 2020.
Mugnano è noto a livello regionale per aver dato i natali al calciatore Fabrizio Ravanelli, che ha militato in molte prestigiose società, tra cui: Perugia, Juventus, Middlesbrough, Lazio e Olympique Marsiglia.

## Economia
Agricoltura e agriturismo costituiscono una delle principali risorse del territorio, grazie anche alla presenza di estese leccete sui fianchi delle colline circostanti.

## Società

### Evoluzione demografica
L'Istat ha segnalato 742 abitanti nel 2001, saliti a 1 142 e poi a 1 246 nel 2011.

## Monumenti e luoghi d'arte
- Piazzetta della PompaChiesa di San Benedetto (1584);

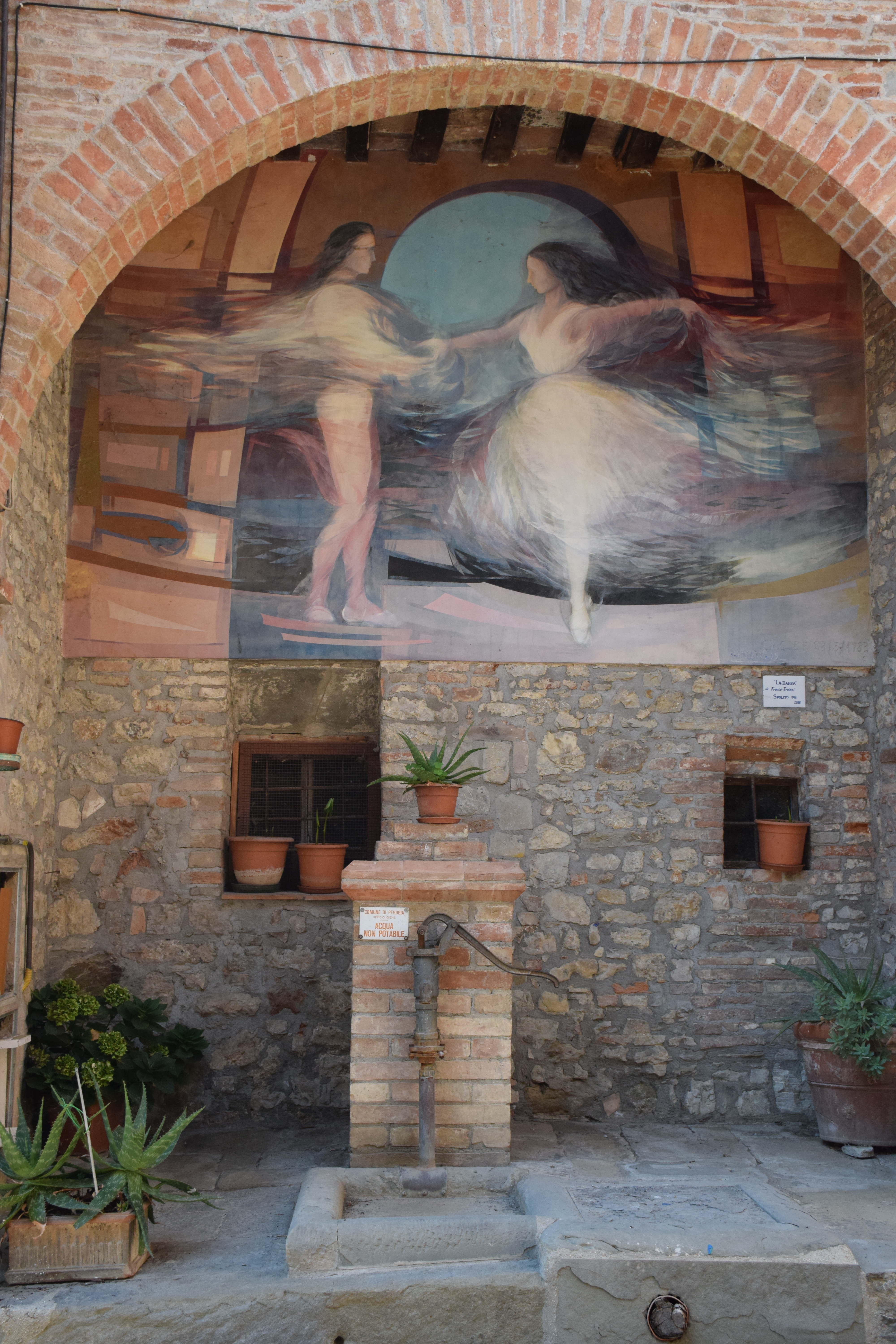
Piazzetta della Pompa

- Il centro storico o Castello (1380);
- Pozzo della pompa;
- Arco della Fratente;
- I Muri Dipinti (dal 1983);
- Monumento ai Caduti (1924), di Gerolamo Ricotti, in onore ai caduti mugnanesi della Prima Guerra Mondiale;
- Monumento al Lavoro (1986), di Romeo Mancini;
- Monumento Solidarietà-Unione-Fratellanza (2011), di Paolo Lattaioli, in occasione le Centenario della Società Operaia;